# Сантьяго Уртісбереа
Сантьяго Уртісбереа (ісп. Santiago Urtizberea Oñatibia; 25 липня 1909, Ірун, Країна Басків, Іспанія — 18 січня 1985, Сен-Жан-де-Люз, Нижні Піренеї, Франція) — іспанський футболіст, що грав на позиції нападника. В Прімері мав середній показник результативності у майже один забитий м'яч за гру.

## Спортивна кар'єра
У дорослому футболі дебютував 1924 року виступами за команду клубу «Реал Уніон». Найкращий бомбардир команди в Прімері — 48 голів у 52 іграх, тричі входив до списку найрезультативніших гравців ліги. Два сезони захищав кольори «Реал Сосьєдада». Всього в еліті іспанського футболу провів 71 матч (70 забитих м'ячів). 1934 року повернувся до команди з Іруна, яка на той час виступала у другому дивізіоні.
1936 року в Іспанії розпочалася громадянська війна. У зв'язку з цим перейшов до французького клубу «Бордо», за який відіграв 12 сезонів.
Переможець кубкового турніру 1941 року (у вирішальному матчі відзначився двома забитими голами). Через два роки знову грав у фіналі, але цього разу сильнішим виявився суперник його команди, марсельський «Олімпік» на чолі з Емануелем Азнаром. Того сезону був граючим тренером «Бордо». Завершив професійну кар'єру футболіста у складі «жирондистів» у 1948 році. 1957 року був головним тренером команди.

## Досягнення
- Володар кубка Франції (1): 1941
- Фіналіст кубка Франції (1): 1943